# Aeonium lancerottense

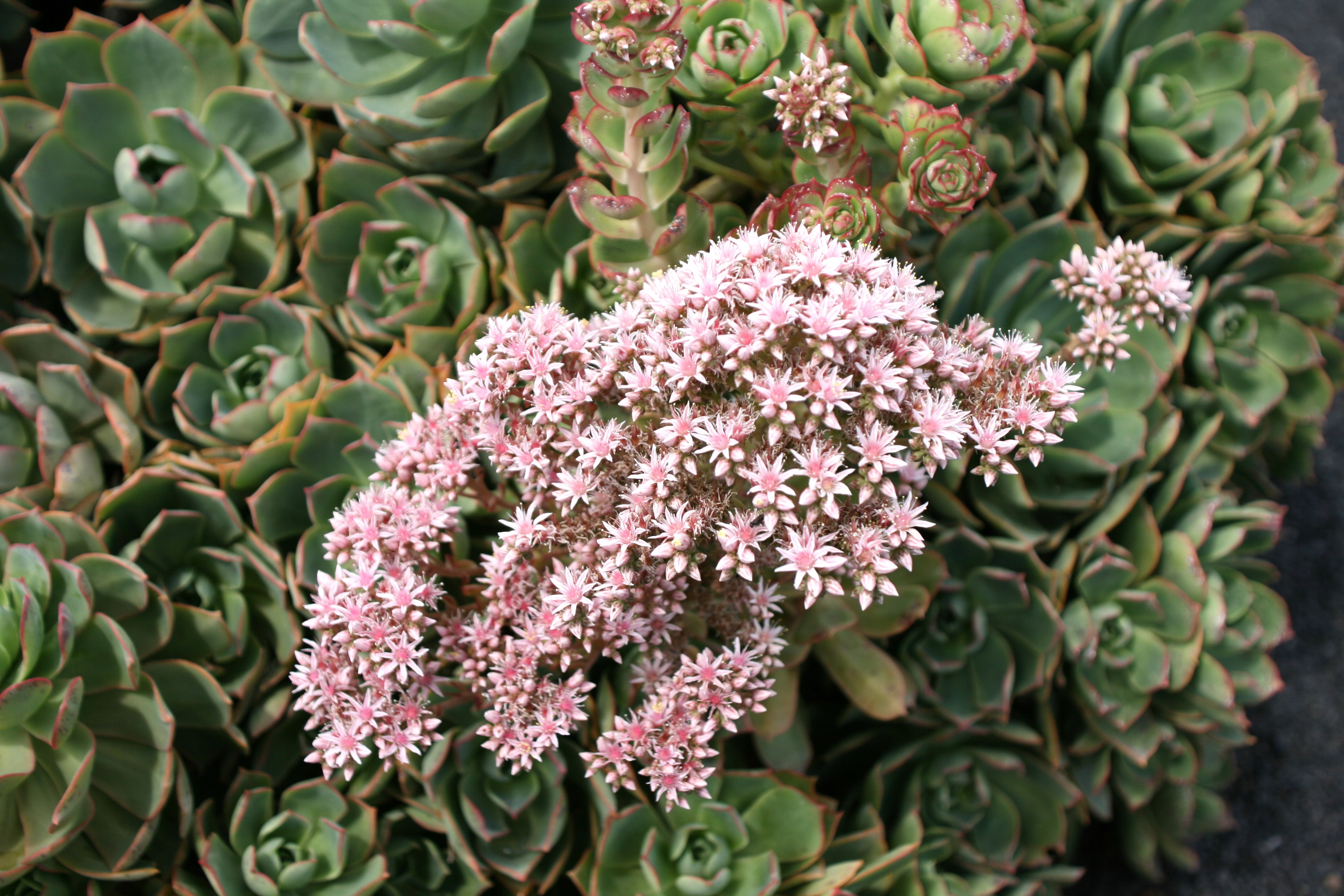
Blütenstand

Aeonium lancerottense ist eine Pflanzenart aus der Gattung Aeonium in der Familie der Dickblattgewächse (Crassulaceae).

## Beschreibung

### Vegetative Merkmale
Aeonium lancerottense wächst als mehrjähriger, dicht verzweigter Halbstrauch und erreicht Wuchshöhen von bis zu 60 Zentimeter. Die kahlen, netzartig gemusterten, aufsteigenden Triebe weisen einen Durchmesser von 7 bis 15 Millimeter auf. Ihre ziemlich flachen Rosetten erreichen einen Durchmesser von 10 bis 18 Zentimeter. Die verkehrt eiförmigen oder verkehrt lanzettlich-spateligen, grünen bis gelblich grünen, bläulich überhauchten, fast kahlen Laubblätter sind 5 bis 9 Zentimeter lang, 1,5 bis 4 Zentimeter breit und 0,3 bis 0,6 Zentimeter dick. Zur Spitze hin sind sie zugespitzt und geschwänzt. Die Basis ist keilförmig. Der Blattrand ist im oberen Teil mit einigen faltigen Wimpern besetzt. Die Blätter sind häufig entlang des Randes nahe der Spitze rötlich variegat.

### Generative Merkmale
Der kuppelförmige Blütenstand weist eine Länge von 8 bis 30 Zentimeter und eine Breite von 8 bis 25 Zentimeter auf. Der Blütenstandsstiel ist 6 bis 20 Zentimeter lang. Die sieben- bis achtzähligen Blüten stehen an einem 1 bis 3,5 Millimeter langen, kahlem Blütenstiel. Ihre Kelchblätter sind schwach flaumhaarig bis fast kahl. Die weißlichen, im mittleren Teil rosa variegaten, lanzettlichen, zugespitzten Kronblätter sind 6 bis 9 Millimeter lang und 1 bis 1,5 Millimeter breit. Die Staubfäden sind kahl.

### Chromosomenzahl
Die Chromosomenzahl beträgt 2n = 36.

## Systematik und Verbreitung
Aeonium lancerottense ist auf Lanzarote in Höhen von 200 bis 600 Metern verbreitet.
Die Erstbeschreibung als Sempervivum lancerottense durch Robert Lloyd Praeger wurde 1925 veröffentlicht. 1932 stellte er die Art in die Gattung Aeonium.

## Nachweise